# Beauty & Crime
Beauty & Crime ist das siebte Studioalbum der Singer-Songwriterin Suzanne Vega. Es gehört zu ihren Konzeptalben und behandelt New York City als Thema. Es ist das erste neue Material Vegas seit 2001 (Songs in Red and Gray).
Auch war es ihr erstes Album, das bei dem Label Blue Note Records veröffentlicht wurde. Es wurde am 17. Juli 2007 veröffentlicht und gewann einen Grammy Award in der Kategorie „Best Engineered Album, Non-Classical“.

## Entwicklung
Nach dem eher geringen kommerziellen Erfolg der letzten beiden Alben Vegas (Nine Objects of Desire; Songs in Red and Gray) beendete A&M Records ihre lange Zusammenarbeit. Zwischen 2003 und 2006 tourte Vega und sang
erste Versionen von Titeln, welche später auch auf die Platte gelangten. Darunter waren unter anderem: Unbound, (Edith Wharton’s) Figurines und New York is a Woman.
Das Album wurde in New York City zwischen dem 10. und dem 27. November 2006 aufgenommen.

## Rezeption
Die Rezensionen zu Beauty & Crime waren sehr positiv. Allmusic gab dem Album viereinhalb Sterne (von fünf), während Entertainment Weekly dem Album eine 1- gab.  Metacritic zufolge rangiert Beauty & Crime auf Platz siebzehn in den Jahresendcharts aus dem Jahr 2007. Kommerziell war das Album offenbar kein Erfolg. Vega sagte in einem Interview, sie sei mit ihm „eigentlich sehr glücklich ... – selbst, wenn es scheinbar keiner haben wollte.“

## Titelliste
Die Musik und die Texte wurden von Suzanne Vega geschrieben.
1. Zephyr & I – 3:11
2. Ludlow Street – 3:26
3. New York Is a Woman – 2:55
4. Pornographer’s Dream – 3:25
5. Frank & Ava – 2:37
6. Edith Wharton’s Figurines – 2:23
7. Bound – 4:44
8. Unbound – 3:36
9. As You Are Now – 2:21
10. Angel’s Doorway – 2:55
11. Anniversary – 3:16
12. Obvious Question (Bonusstück) – 1:50

## Personal
- Suzanne Vega – Akustikgitarre, Gesang
- Mike Visceglia – Bass (4)
- Dougie Yowell – Schlagzeug (4, 6), Percussion (4, 6)
- Gerry Leonard – E-Gitarre (1, 2, 5 to 11), Akustikgitarre (4, 5, 10)
- Graham Hawthorne – Schlagzeug (1, 3, 5, 6, 9 to 11), Live-Schlagzeug (2, 7, 8)
- Tony Shanahan – Bass (1, 5, 9, 10)
- Sam Dixon – Bass (2, 3, 6, 11) Live-Bass (8)
- Martin Slattery – Klavier (3, 4, 7, 10), Flöte (9), Bläser (3), Reeds (3)
- Lee Ranaldo – E-Gitarre (1, 2, 10)
- Jimmy Hogarth – Percussion (1 bis 5, 10, 11), E-Gitarre (1), Akustikgitarre (11)
- Philip Shepard – Cello (1, 6, 7)
- Matthew Ward – Violine (1, 7)
- KT Tunstall – Hintergrundgesang, Gesangsarrangement (1, 5)
- Ruby Froom – Hintergrundgesang (2, 8)
- Beccy Byrne – Hintergrundgesang (8)
- Emily Singer – Hintergrundgesang (8)
- Anthony Genn – Hintergrundgesang (11)
- London Studio Orchestra – Streicher (2, 4, 7, 9) unter der Leitung von Perry Montague-Mason
- Pete Davis – Programmierung (2, 4, 7, 8, 10)
- Jimmy Hogarth – Produzent
- Emery Dobyns – Toningenieur

## Kommentare Vegas
Dies sind von Vega selbst verfasst Kommentare zu einigen Musikstücken:
- Zephyr & I: a conversation between the graffiti artist Zephyr and myself, West End Avenue remembered

- Ludlow Street: for my brother Tim who lived there, memories of parties and rehab

- New York is a Woman: NY personified as a woman who has had a hard time but is still beautiful

- Pornographer’s Dream: what would he really desire?

- Frank & Ava: a couple who gets along in bed but not out

- Figurines: women past and present, how we suffer for beauty

- Bound: a love song to my husband

- Unbound: a spiritual song about a plant

- As You Are Now: to my daughter who is a natural treasure

- Angel’s Doorway: A cop is stationed at Ground Zero and his wife wants him to leave his clothes at the door. Also about troops returning home.

- Anniversary: The anniversary week of 9/11 a year later in NYC

- Obvious Question: about alcohol and the damage done (this track is only available on the Japanese import CD)

## Charts

### Album
| Chart (2007)                          | Höchste Platzierung |
| ------------------------------------- | ------------------- |
| The Billboard 200 (U.S.)              | 129                 |
| Top Internet Albums (U.S.)            | 24                  |
| Billboard Comprehensive Albums (U.S.) | 140                 |
| United Kingdom                        | 127                 |
| Belgium Albums Top 50                 | 31                  |
| Czech Republic                        | 37                  |
| Estonia                               | 9                   |
| Finland Albums Top 40                 | 13                  |
| France Albums Top 150                 | 52                  |
| Deutschland                           | 81                  |
| Italien                               | 74                  |
| Polen                                 | 49                  |
| Swiss Albums Top 100                  | 79                  |